# Oh Se-hun
Oh Se-hun (오세훈?, 吳世勳?, O Se-hunLR, O SehunMR; Seul, 12 aprile 1994) è un cantante, rapper, attore, ballerino e modello sudcoreano.
Dal 2012 fa parte del gruppo musicale EXO. Ha il ruolo di rapper, voce e ballerino principale. Fa parte anche degli Exo-K, la sub-unit degli Exo insieme a Suho, Baek-hyun, Chan-yeol, D.O e Kai, e degli Exo-SC, assieme a Chan-yeol.

## Biografia
Oh Se-hun è nato nel Distretto di Jungnang a Seul, in Corea del Sud, il 12 aprile 1994, e ha un fratello maggiore. Si è diplomato alla School of Performing Arts di Seoul nel febbraio 2013.

## Carriera
Oh Se-hun è stato scoperto per la prima volta da un agente di casting della SM a 12 anni mentre era a pranzo con gli amici. Mentre all'inizio scappava dall'agente per 30 minuti e veniva inseguito per le strade, alla fine fu messo nella SM Entertainment nel 2008. Passò quattro audizioni in due anni. Il 10 gennaio 2012, Se-hun è diventato il quinto membro ufficiale degli EXO. Il gruppo ha fatto il suo debutto con l'EP Mama nell'aprile 2012.
Nel febbraio 2016, Oh Se-hun ha ricevuto il Weibo Star Award come votato dagli utenti del sito di social networking cinese Sina Weibo al Gaon Chart K-Pop Award. Nel marzo 2016, Oh Se-hun è stato scelto come protagonista maschile nell'imminente film coreano-cinese Catman, uscito nel 2018. A luglio 2016, Sehun è stato annunciato per essere il protagonista maschile l'imminente web drama coreano-cinese Dear Archimedes, che dovrebbe iniziare la messa in onda nel 2019.

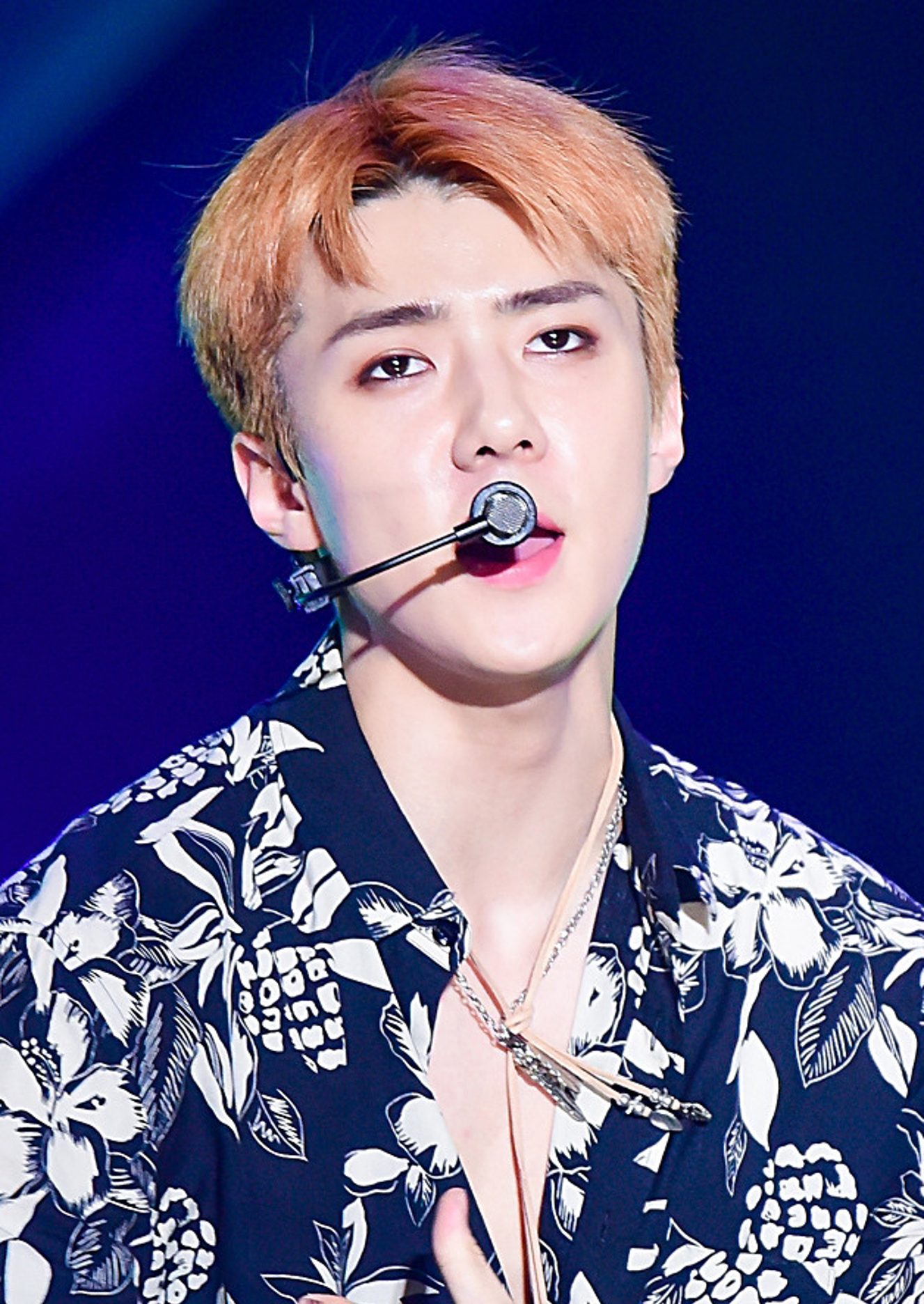
Oh Se-hun allo Show! Music Core nel luglio 2017

A settembre 2017, è stato confermato che Sehun sarà un membro fisso del cast nel programma di varietà Busted!
Nel febbraio 2018, Oh Se-hun è stato scelto come protagonista maschile nel film drammatico d'azione Dokgo Rewind. Nel maggio 2018, è stato annunciato che Sehun reciterà nel film drammatico Secret Queen Makers prodotto da Lotte Duty Free.
Il 19 settembre 2018, il marchio italiano di abbigliamento maschile Zegna ha annunciato che Se-hun, insieme al cantante e attore cinese William Chan, sarebbe stato l'ambasciatore della linea di abbigliamento del marchio XXX.

## Discografia

### Singoli
- 2018 – We Young con Park Chan-yeol
- 2018 – Go

## Filmografia

### Televisione
- Areumda-un geudae-ege (아름다운 그대에게) - serie TV, episodio 2 (2012)
- Welcome to Royal Villa (시트콩 로얄빌라) - serie TV, episodio 2 (2013)
- Uri yeopjib-e Exoga sanda (우리 옆집에 EXO가 산다?) – serie TV (2015)
- Dokgo Rewind (독고 리와인드) - serie TV (2018)
- Jigeum, he-eojineun jung-imnida (지금, 헤어지는 중입니다) - serie TV (2021)
- Dear Archimedes (亲爱的阿基米德) - serie TV ()

### Cinema
- I AM., regia di Choi Jin-seong (2012)

- SMTown: The Stage (SMTOWN THE STAGE), regia di Bae Sung-sang (2015)
- Catman (我爱喵星人), regia di Park Hee Gon (2021)
- The Pirates: Goblin Flag (해적 Part Ⅱ: 도깨비 깃발), regia di Kim Jung Hoon (2022)

## Radio
- KBS-R Cool FM 강한나의 볼륨을 높여요 '블링블링초대석' (2020)
- SBS 파워FM 최화정의 파워타임 (2020)

## Riconoscimenti
- Circle Chart Music Award
  - 2015 – Weibo Kpop Star Award[7]
  - 2016 – Artist of Fans' Choice – Individual[15]
- V Chart Award
  - 2017 – Most Popular Artist Tonight[16]
- Fashionista Award
  - 2017 – Global Icon[17]
- Asia Artist Award
  - 2018 – Starpay Popularity Award (attore)[18]
- Weibo Starlight Award
  - 2019 – Overseas Male Artist Award[19]